# Look Back in Anger (film 1980)
Look Back in Anger è un film del 1980 diretto da Lindsay Anderson e David Hugh Jones.
Pellicola di produzione britannica con protagonisti Malcolm McDowell, Lisa Banes e Fran Brill. Il film è basato sulla commedia Ricorda con rabbia (Look Back in Anger) di John Osborne.

## Trama
Un triangolo amoroso coinvolge un intelligente ma scontento giovane, Jimmy Porter, la sua alta-borghese e impassibile moglie Alison Porter, e la sua migliore amica Helena Charles. Cliff, un amabile gallese, suo inquilino, cerca con tutti i tentativi di mantenere la pace.

## Distribuzione
Il film fu concepito per il circolo direct to video della Warner. Non arrivò mai in Italia.